# 天匯

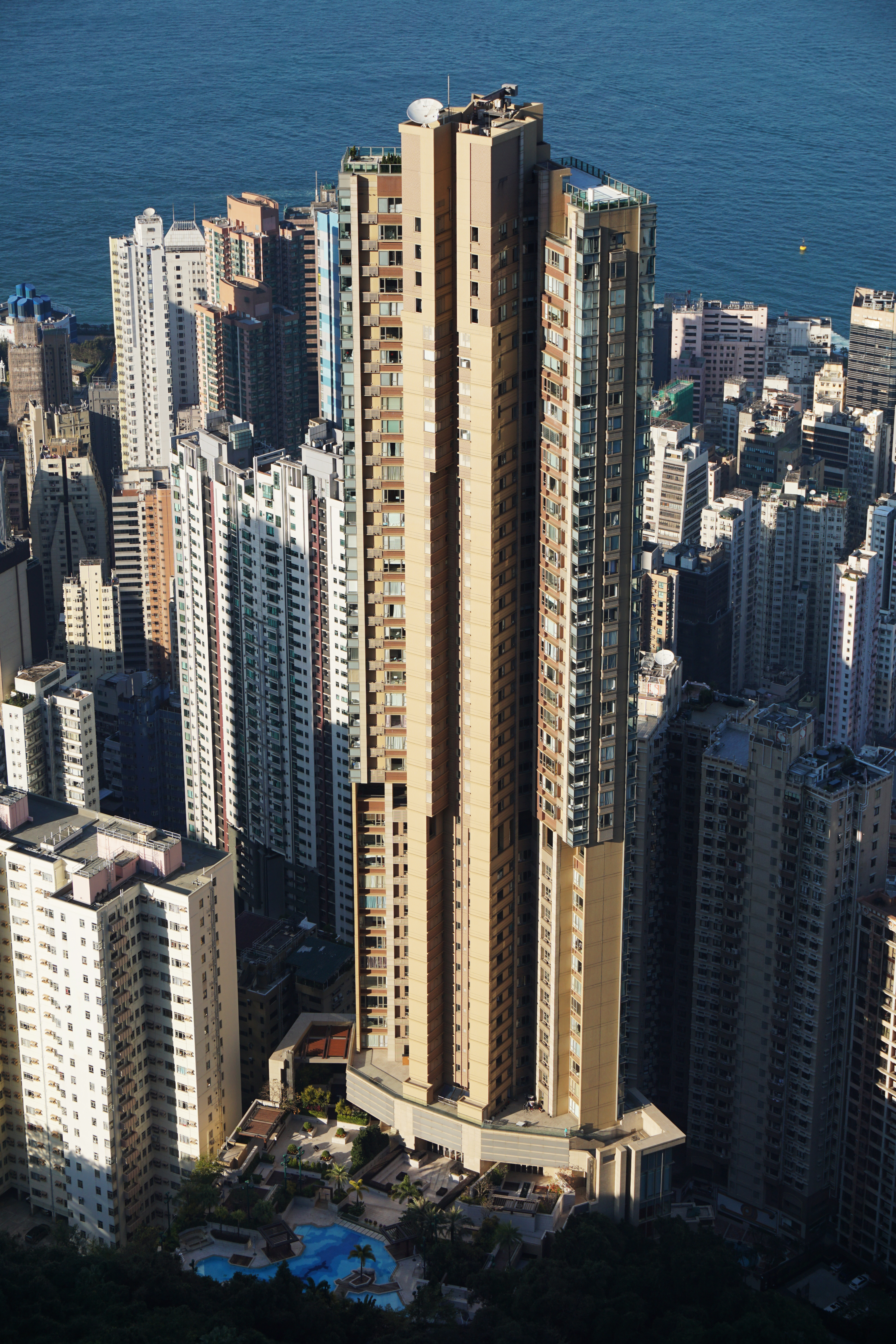
天匯背面及泳池

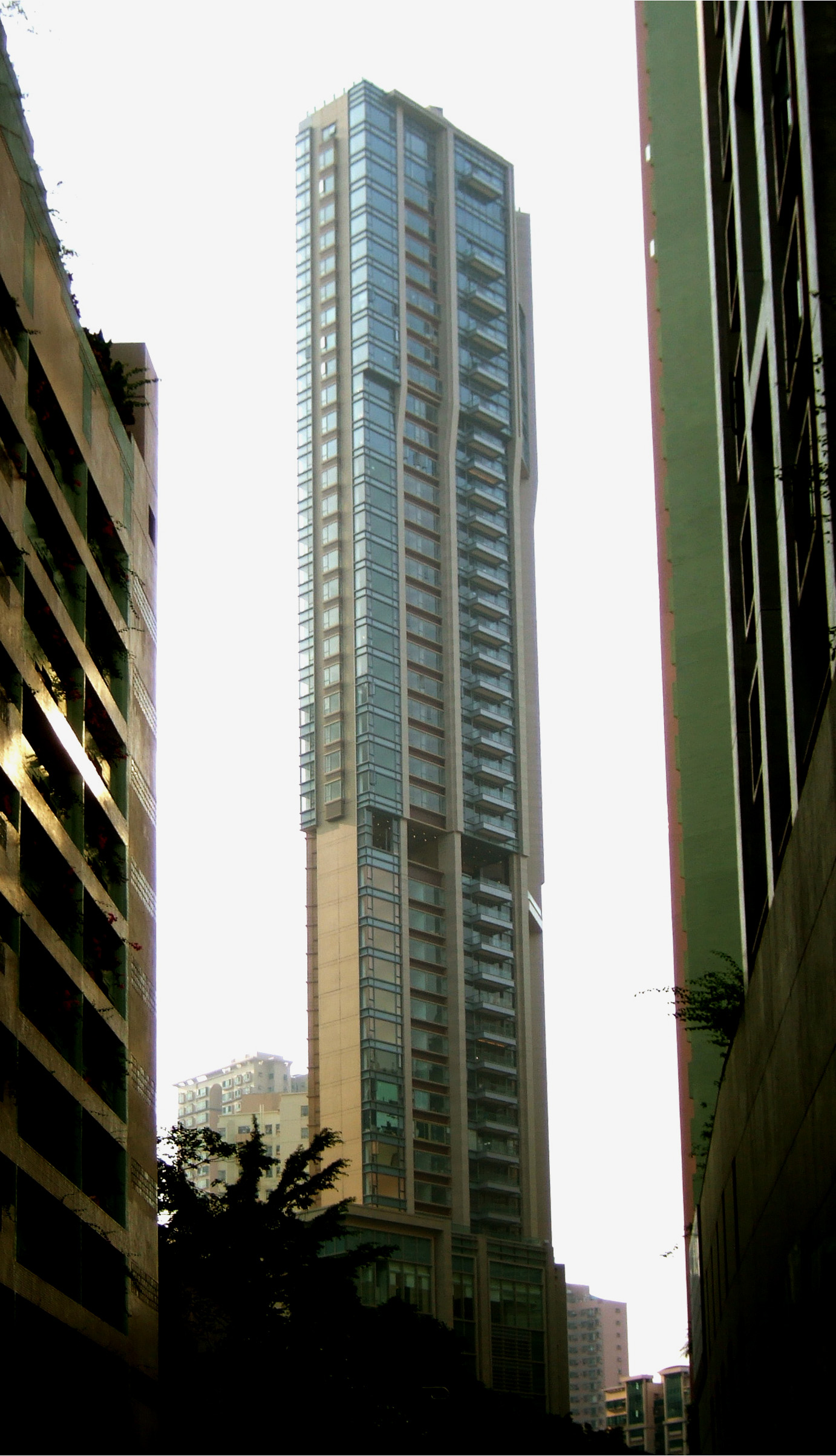
從干德道仰望天匯側面

天匯（英語：39 Conduit Road，意譯為干德道39號），是香港島中西區西半山干德道39號的一幢高尚住宅，樓高46層，提供66個大單位豪宅。由恆基兆業及培新集團合作發展，該項目原由恒地主席李兆基私人持有，至2008年年中以呎價約12579元，將物業的六成售予恒地，作價約17.5億元。內部和庭園雕像裝飾是特別聘請法國雕塑家Polo'進行設計。

## 天匯前身
天匯前身是干德道39號樂基山邨，本身為公務員合作社，早於1965年間落成，樓高11層，合共有44個各2500方呎單位，根據市場及資料顯示，90年該廈一名大業主於市場出售其中61%業權（約26伙），成為重建的契機，但直至2002年，發展商包括恒地等入紙申請強制拍賣時，直至開庭前最後一刻，才與最後3名業主達成共識，以平均1300萬元、呎價5200元，收購餘下3伙。

## 住宅
單位戶型由3房連套房起，實用面積由2123至5732方呎。每戶均有私家電梯大堂。

## 爭議

### 天價成交
售樓手法是2009年10月開售時當年的歷史性天價，建築面積每平方呎7萬港幣以上，形象塑造為豪宅新盤。並在香港樓市放消息稱只出售4成單位，其餘保留作地產發展商長線投資，以此作為市場心理術。是年，香港地產商的售樓推銷手法極度浮誇，包括電視廣告、示範單位和售樓說明書，或稱天馬行空的創意，天匯是此等手法的樣板。
《明報》2009年11月26日以《前DJ買天匯最貴單位》為題在頭版報道，前新城唱片騎師秦善文購入天匯天價單位。及後秦善文聲稱，他是與伙伴組成「天匯投資團隊」，共斥11.6億元購入天匯6伙，包括總值8.36億元的45樓A、B室。亦購入4個8樓、9樓的單位。
其實「天價」只是此大廈某一個別高層複式單位加總平均。
- 41樓（又名61樓）B室，建築面積5636平方呎，售價3.3816億元，平均呎價60000元，買家，原豐有限公司
- 45樓（又名68樓）A室，建築面積6158方呎，售價4.3894億元，平均呎價71,280元，買家，財金有限公司。2015年4月2日有报道称其被易手成交，实用面积4664方尺，成交价4.338亿元，实用尺价约9.3万元，不扣除回赠，单是付税项达1亿元，尺价重上亚洲楼王宝座，打破东半山OPUS HONG KONG9楼4.55亿元、尺价8.62万元的纪录。[6][7]
- 45樓（又名68樓）B室，建築面積6144方呎，售價3.9693億元，平均呎價64,605元，買家，力宏發展有限公司
- 21樓B室，建築面積2808方呎，售價9451.3萬元，呎價3.37萬元，買家，陳錫濱（Chan Sak Bun Susan）。
- 16樓、26樓及36樓B室，買家，王惠萍，透過3間在香港註冊公司以總額約3.5億元購入單位，分別為峻昇企業有限公司、領峰企業有限公司及朗富資源有限公司

土地註冊處資料顯示，天匯32樓 A室，3284方呎，2012年6月14日由 SINO PRIDE LIMITED以1.30047億元連5樓一個512號車位購入，呎價3.96萬元，公司董事包括黎啟明及黎玉芳。黎啟明正是李嘉誠和黃（013）團隊其中一名重臣，現任和黃執行董事。
2013年1月30日天匯28樓B室，建築面積3,284方呎，實用面積2,488方呎，以1.32549億元易手，建築呎價40,362元，實用呎價53,275元。新買家為展才國際有限公司，由於以公司名義入市，故須繳付1,988萬元的BSD，為該稅項實施以來全港最貴「BSD盤王」。
2017年9月29日天匯46樓（又稱88樓）B室連天台戶，實用面積4971方呎，天台1720方呎，單位連3個車位以5.21955億元(連全屋裝修和家具)售出，以實用面積4,971方呎計算，呎價達10.5萬元，打破會德豐的山頂Mount Nicholson於去年底造出的每呎10.48萬元紀錄，重奪全亞洲呎價最貴樓王寶座。

### 跳層違反規定
天匯跳層亦引起爭議，除像一般發展商的新樓盤除去意頭不吉利的4（4的中文諧音為「死」）、13（西方的不詳數字）、14、24、34樓外，39樓接上5層竟然是60、61、63、66、68樓，68樓對上的頂層更是88樓。其後發展商把有關樓層改為40、41、42、43、45及46樓。屋宇署因此諮詢業界作出規管，提出限制日後新樓不能「跳層」超過兩層，並要以符號識別，例如取消13及14樓名稱，應改為12A和12B，以更準確反映樓宇的真實層數。

### 延遲成交
《明報》2010年3月19日，再次大篇幅報道，揭發首批售出的24伙天匯單位，其實多達九成逾期未成交，消息曝光後，各界嘩然，最終，香港政府前後五度去信發展商要求就此事解釋。
2010年6月15日，恒地證實天匯24個單位僅得4伙完成交易，其餘20伙全部撻訂收場。而恒地只沒收買家5%、共約 1.33億元定金，而不是按市場一貫做法向買家追收差價，引來各界質疑。
其中4伙已於6月11至14日期間完成交易，單位為30樓及31樓的A及B座，根據土地註冊處資料顯示，購入上述4個單位的登記買家為張莘，單位面積一律3284方呎，呎價3.78萬至4.09萬元，涉資5.18億元。

### 天匯估值
2010年2月28日恒地聘用戴德梁行為天匯38個單位及109個車位，估值為51.3億元，住宅部分，平均呎價約為3.64萬元
有17伙及109個車位列為「持作投資」，估值24.55億元，另外，有21伙列為「持作出售」，估值為26.75億元。

### 警方介入調查
2010年7月14日，香港警務處商業罪案調查科執行搜查令，到國金中心二期的恒基地產總辦公室帶走一批文件及邀請有關人士助查，暫時無拘捕任何人，由於行動仍在進行，目前不宜評論調查詳情。警務處處長鄧竟成則向傳媒透露正調查恒基地產於西半山豪宅「天匯」中的交易角色。他又說，天匯事件複雜，涉及不少人士，警方會循有關公司的人及事以多角度及全方位開展調查。消息指，警方曾到恒基總部及旗下公司，取走部份文件；事件源於天匯其中20個單位的買家撻訂，恒基只對撻訂單位沒收5%訂金而沒有追收差價，被質疑是造市。
2014年，恆地發表公告，稱警方已不再要求恆基協助調查，並要求交回調查取走的文件。

## 設施
- 35,000平方呎園林花園
- 豪華住客會所、宴會廳
- 室內多層停車場提供98個車位（1至6/F，不設4/F）
- 德商Katharina Braun水療中心
- 98呎室外大型游泳池

## 外望景觀

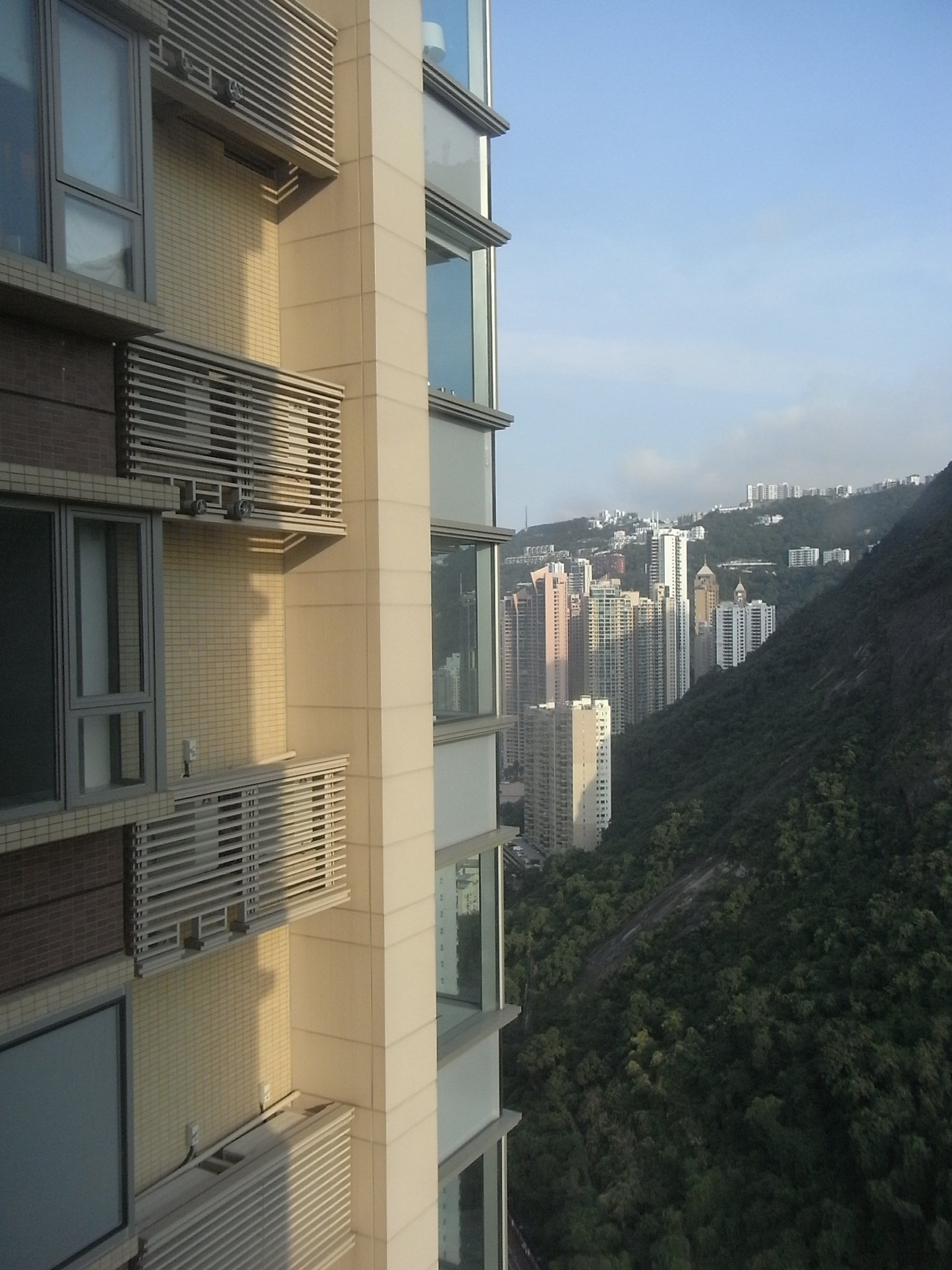
天匯住宅廚房窗外山景
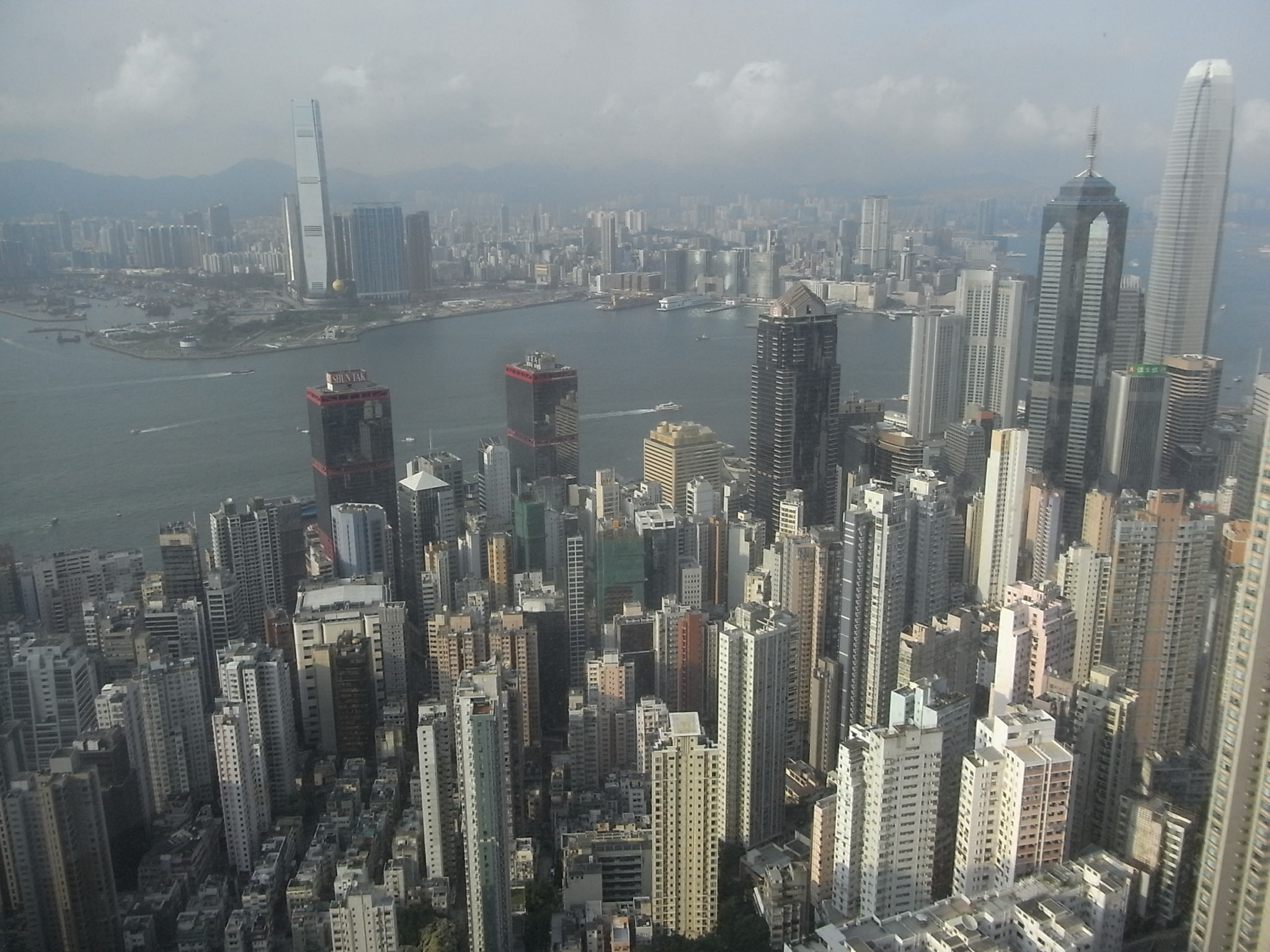
由42樓所見的中環
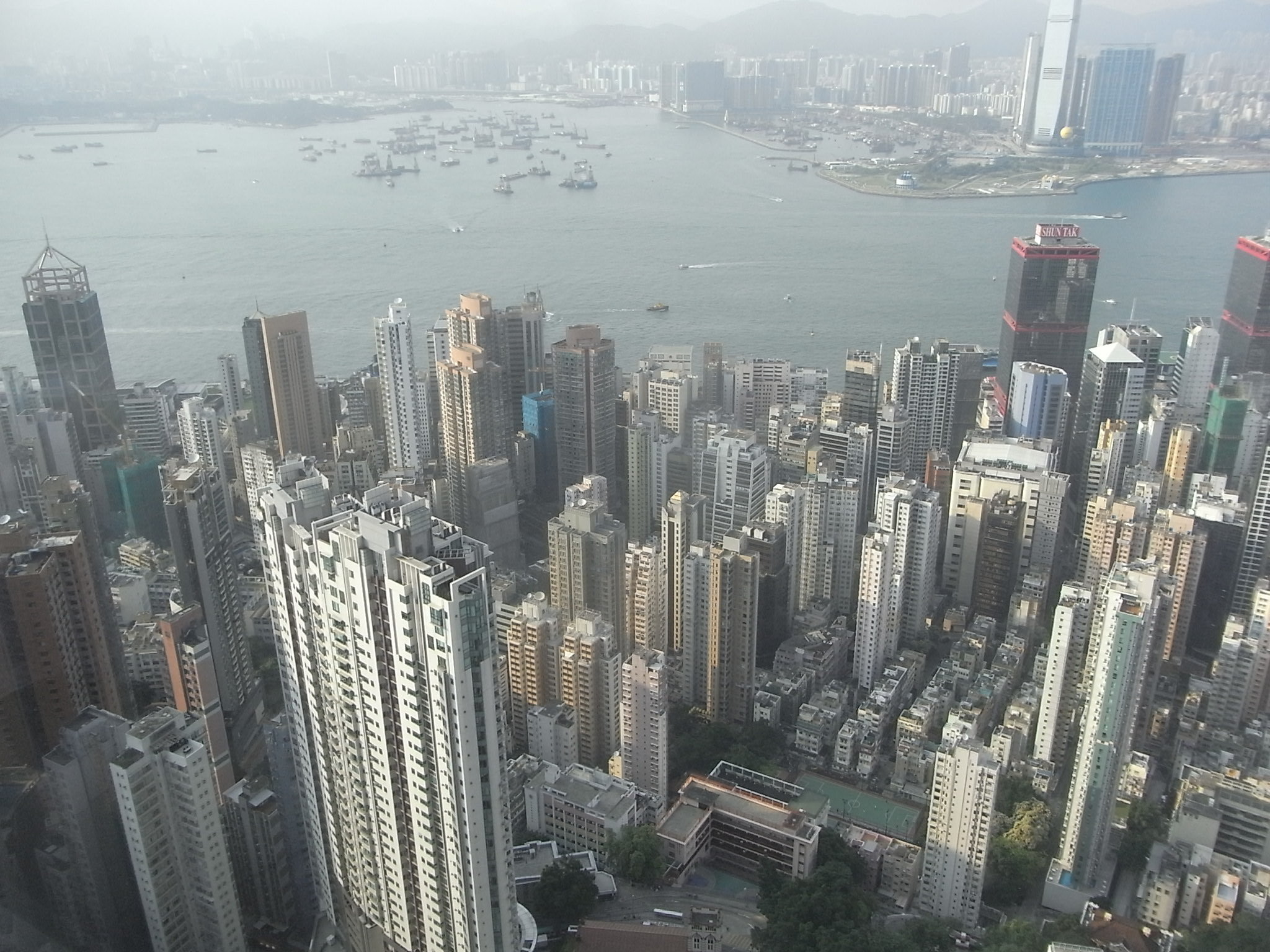
由42樓所見的上環
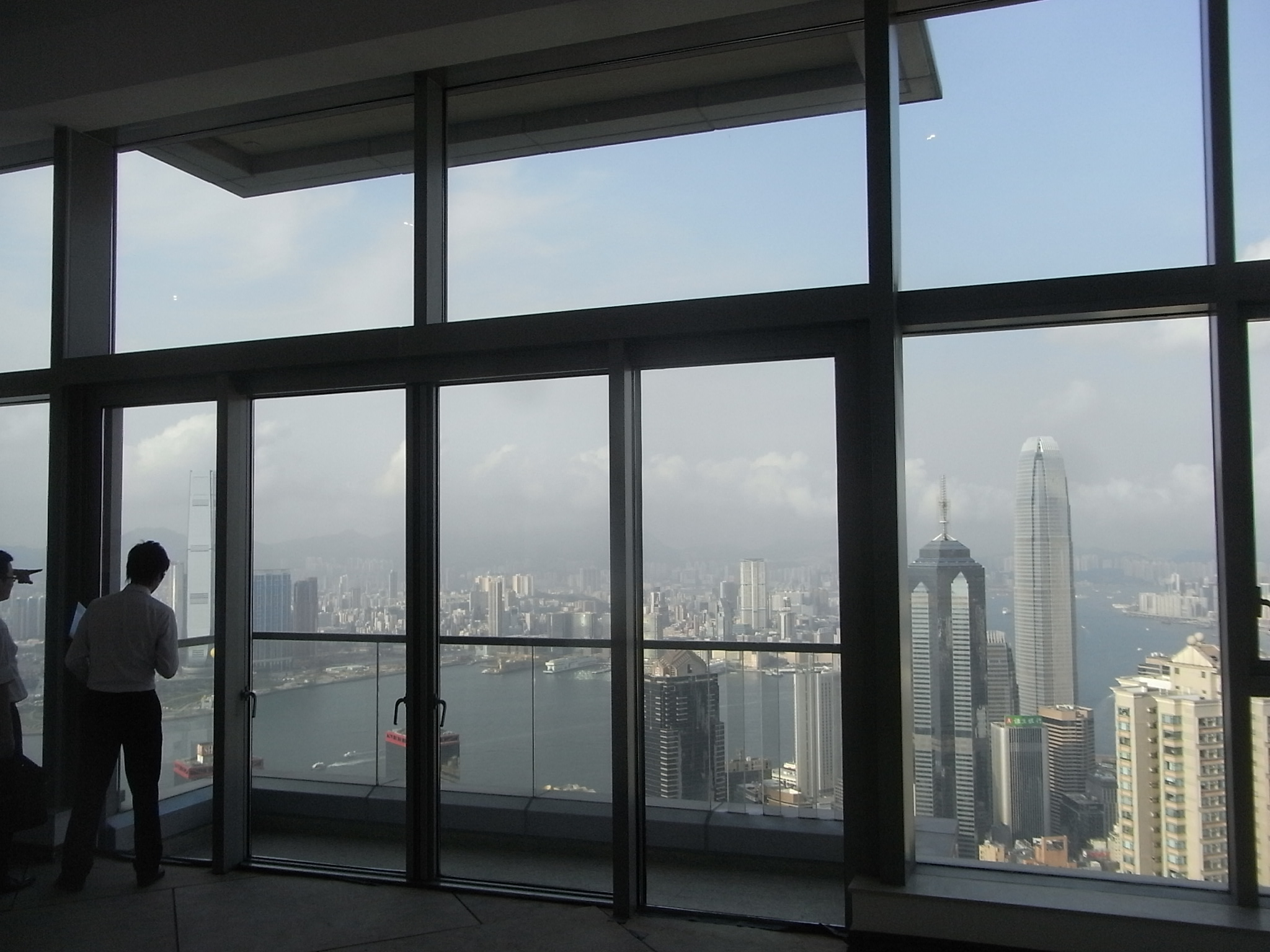
天匯的陽台外望天空

## 買家
- 丁羽心（原名丁書苗），山西女富豪、北京博宥集團董事長，曾參與中國高鐵工程招標。2010年初，以公司名義，港元3.5億購入「天匯」的3個單位。[14]
- 2014年1月10日土地註冊處資料顯示，天匯36樓B室，以1.22322億元成交，實用面積2351方呎，實用呎價約52030元。買家為黃嘉儀(WONG KA YEE)及陳善飛（CHAN SIN FEI），前者與一醫生同名
- 2014年1月16日恆基兆業地產分別以1.353261億及1.349075億元，兩伙總涉資2.702336億元，售出天匯39樓A、B室，單位實用面積均為2476方呎。登記買家為陳慧蓉(CHAN WAI YUNG)及尹聰（YIN CONG）
- 2014年1月18日恆基兆業地產以1.26526億售出天匯27樓B室，實用面積2,476方呎，呎價5.11萬元，買家為內地或公司客，要付近3,000萬元買家印花稅等稅款。
- 2015年5月13日，香港土地注册处内容显示，一名叫王爽以公司的名义斥资4亿3380万港元（约3.47亿人民币）买下45樓A室（又名68樓），以每平方呎93000港元的价格，买下4664平方呎（约合433平方米）的公寓。估算下来，每平方米约80万人民币，创下亚洲新高纪录。
- 2016年1月鄭翔玲(CHENG CHEUNG LING)以5.947億港元購入入天匯46樓（又稱88樓）A室空中别墅，折合實呎10.38萬元，實用面積5732方呎、另連1754方呎天台花園及按摩池，及132方呎平台
- 2017年9月26日蘇長榮以5.21955億港元，呎價10.5萬港元購入天匯46樓（又稱88樓）B室空中別墅，單位實用面積4,971方呎，連面積124方呎平台及1,720方呎天台，並附設私家泳池。單位連同家具出售，買家亦可獲贈3個車位。
- 2018年2月13日蘇長榮以467萬元購入天匯1樓108號車位，成交，打破屋苑2017年7月創下的451萬元舊紀錄。

## 外部參考
1. ↑  Henderson Land Acquires Interests in Shatin and Conduit Road Developments[]
2. ↑  天匯發表會[]
3. ↑  .   [2009-10-15]. （原始内容存档于2019-05-20）.
4. ↑  .   [2009-10-15]. （原始内容存档于2010-02-05）.
5. ↑  蘋果網:天匯
6. ↑  . 蘋果日報. 2015年4月2日  [2015年4月2日]. （原始内容存档于2016年3月4日）.
7. ↑  . 蘋果日報. 2015年4月2日  [2015年4月2日]. （原始内容存档于2015年4月9日）.
8. ↑  新樓擬不准跳逾兩層 蘋果日報，2009年12月30日
9. ↑  新招遏跳樓層被轟添亂 （页面存档备份，存于） 東方日報，2009年12月30日
10. ↑  驚天大撻定 天匯24單位僅4個成交 蘋果日報，2010年6月16日
11. ↑  只殺1.33億定金 不追10億差價 備受質疑 蘋果日報，2010年7月6日
12. ↑  （繁體中文）. 商業電台. 2010-07-13  [2010-07-13]. （原始内容存档于2020-04-17）.
13. ↑  
.   [2014-04-24]. （原始内容存档于2014-08-26）.
14. ↑  .   [2011-02-12]. （原始内容存档于2011-02-16）.

連結
22°16′54″N 114°08′49″E / 22.2816°N 114.1469°E